# 대전 보문산 마애여래좌상
보문산 마애여래좌상(寶文山 磨崖如來坐像)은 대전광역시 중구 석교동, 보문산성의 동쪽에 있는 고려시대의 마애불이다. 1990년 5월 28일 대전광역시의 유형문화재 제19호로 지정되었다.

## 개요
대전 석교동 복전암에서 보문산으로 오르는 등산로를 따라 1km쯤 올라가면 보문산성의 동쪽에 높이 6m, 폭 6m 정도의 바위가 있는데, 이 바위의 남쪽에 높이 3.2m의 불상이 새겨져 있다.
발바닥을 위로 향한 채 앉아 있는 이 불상은 머리에 상투 모양의 머리묶음이 있으며, 눈을 가늘게 내려뜨고 있다. 양 어깨를 감싼 옷에는 옷주름이 간략하게 표현되어 있으며, 오른손은 가슴 앞에 들고, 왼손은 배 위에 얹었으나 마멸이 심하여 손모양을 분명하게 알 수 없다. 불상 주위의 광배(光背)는 둥근 머리광배와 몸광배로 표현되었는데, 광배의 바깥 윤곽은 선으로 음각하고 내부는 정으로 쪼아내서 광배의 윤곽을 뚜렷하게 하였다.
앉은 자세가 약간 불안한 이 불상은 광배를 단순하게 처리하고 옷주름과 불상의 윤곽을 간략하게 처리하였으나 조각수법이 우수한 고려 후기의 작품으로 추정된다.

## 같이 보기
- 보문산
- 보문산성

## 참고 자료
- 보문산마애여래좌상 - 국가유산청 국가유산포털